# Provinz Aniceto Arce
Aniceto Arce (oder kurz: Arce) ist eine Provinz im südlichen Teil des Departamento Tarija im südamerikanischen Anden-Staat Bolivien. Die Provinz trägt ihren Namen nach Aniceto Arce Ruiz (1824–1906), dem bolivianischen Präsidenten von 1888 bis 1892.

## Lage
Die Provinz Aniceto Arce ist eine von sechs Provinzen im Departamento Tarija. Sie liegt zwischen 21° 45' und 22° 53' südlicher Breite und zwischen 64° 06' und 65° 02' westlicher Länge.
Sie grenzt im Norden an die Provinz Cercado und die Provinz José María Avilés, im Westen und Südosten an die Republik Argentinien, im Osten an die Provinz Gran Chaco, und im Nordosten an die Provinz Burnet O’Connor.
Die Provinz erstreckt sich über eine Länge von 140 Kilometer in Nord-Süd-Richtung und über 100 Kilometer in Ost-West-Richtung.

## Bevölkerung
Die Einwohnerzahl der Provinz Aniceto Arce ist in den vergangenen drei Jahrzehnten um knapp ein Viertel angestiegen:
| Jahr | Einwohner | Quelle       |
| ---- | --------- | ------------ |
| 1992 | 44 713    | Volkszählung |
| 2001 | 52 570    | Volkszählung |
| 2012 | 53 081    | Volkszählung |
| 2024 | 54 750    | Volkszählung |

80,7 Prozent der Bevölkerung sprechen Spanisch, 8,6 Prozent Quechua, 1,0 Prozent Aymara, und 0,2 Prozent Guaraní.
55,4 Prozent der Bevölkerung haben keinen Zugang zu Elektrizität, 51,4 Prozent leben ohne sanitäre Einrichtung (1992).
42,1 Prozent der Erwerbstätigen arbeiten in der Landwirtschaft, 0,1 Prozent im Bergbau, 10,2 Prozent in der Industrie, 47,6 Prozent im Dienstleistungssektor (2001).
87,4 Prozent der Einwohner sind katholisch, 8,9 Prozent sind evangelisch (1992).

## Gliederung
Die Provinz untergliedert sich laut der letzten Volkszählung von 2024 in die folgenden beiden Verwaltungsbezirke (bolivianisch „Municipios“):
- 06-0201 Municipio Padcaya – 17.783 Einwohner
- 06-0202 Municipio Bermejo – 36.967 Einwohner

## Ortschaften in der Provinz Anceto Arce
- Municipio Padcaya
  - Padcaya 1437 Einw. – Rosillas 450 Einw. – Camacho 382 Einw. – Chaguaya 371 Einw. – Cañas 366 Einw. – Tacuara 356 Einw. – Mecoya 297 Einw. – Queñahuayco 250 Einw. – Abra de San Miguel 221 Einw. – Rejara 212 Einw. – La Huerta 201 Einw. – Orozas 141 Einw. – Canchas Mayu 133 Einw. – San Francisco 128 Einw. – La Merced 100 Einw. – San Antonio 92 Einw.

- Municipio Bermejo
  - Bermejo 29.459 Einw. – Colonia Linares 843 Einw. – Campo Grande 348 Einw. – Candado Grande 294 Einw. – Arrozales 154 Einw. – Barredero 132 Einw. – Porcelana 61 Einw.